# Фарфоровая мануфактура Хёхст
Фарфоровая мануфактура Хёхст (нем. Höchster Porzellanmanufaktur) — одна из старейших фарфоровых мануфактур в Западной Европе, основанная в 1746 году в Хёхсте — район Франкфурта-на-Майне (Frankfurt-Höchst), города в земле Гессен. Марка мануфактуры — «колесо Майнца», изображение красного колеса с шестью спицами из герба курфюрстов Гессенских и города Майнц, столицы соседней области Рейнланд-Пфальц на западе Германии; с 1763 года — синяя подглазурная; в 1765—1775 годах — с курфюршеской короной наверху.

## История

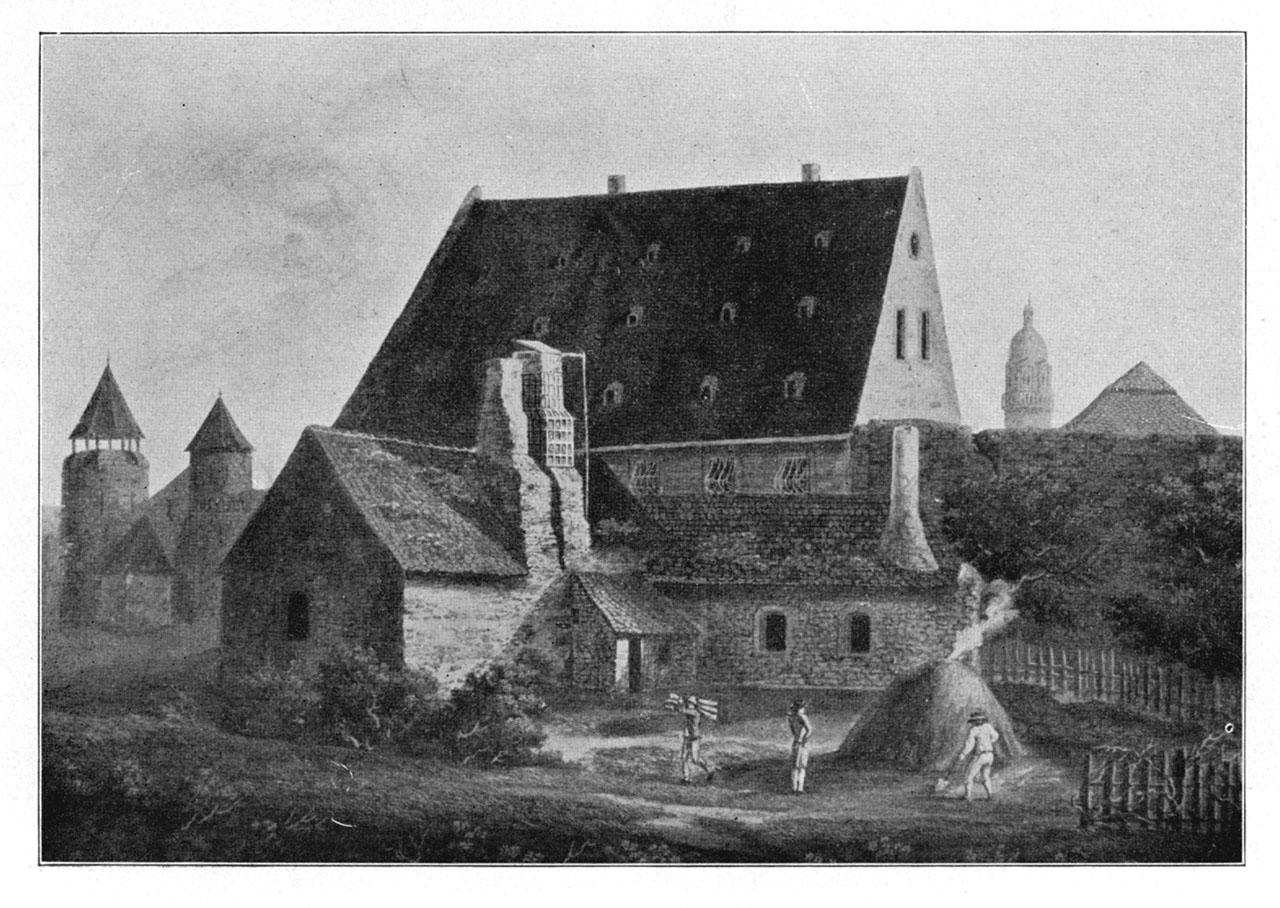
Фарфоровая мануфактура Хёхст в XVIII веке

Хёхст, ныне находящийся в 10 км от центра города Франкфурта, утратил статус свободного города и был присоединен к Франкфурту в 1928 году. Расположен на северном берегу реки Майн. В 1746 году Иоганн Кристоф Гёльц и Адам Фридрих фон Лёвенфинк (1714—1754), живописец из Майсена основали предприятие по производству фаянсовых изделий с росписью, а затем, с 1750 года, и фарфора. Таким образом, это вторая после Майсена фарфоровая мануфактура в Германии, получившая название «Фарфоровый двор» (Porzellanhof), и единственная в Гессене.
В 1750 году на фарфоровую мануфактуру прибыли арканист Иоганн Килиан Бенкграфф (Johann Kilian Benckgraff) и технолог Йозеф Ринглер, значительно улучшившие производство. Бенкграфф ранее работал на мануфактуре Фюрстенберга, Нижняя Саксония.
Мануфактура получила привилегию основания и монопольное положение от архиепископа Майнца Иоганна Фридриха Карла фон Остайна. Около 1778 года мануфактуру реорганизовал курфюрст Гессенский. Однако финансовые трудности вынудили закрыть мануфактуру в 1796 году. В дальнейшем её неоднократно воссоздавали. В 1947 году — по инициативе журналиста и историка Рудольфа Шефера (1914—1985). Компания была снова закрыта в 1963 году, но через два года её деятельность возобновилась в форме акционерного предприятия под управлением Farbwerke Hoechst и франкфуртского банка Koch, Lauteren & Co. В январе 2011 года земля Гессен продала свою долю акций частному акционеру, и с тех пор мануфактура является частным предприятием.

## Художественное производство
Формы и росписи изделий в первые годы выполняли в подражание майсенским. Многие мастера, скульпторы и живописцы были «странствующими», они часто переходили с одного производства на другое. В 1750—1753 годах оригинальные изделия в стиле рококо создавал скульптор-модельер Симон Файльнер (1726—1798), позднее работавший в Фюрстенберге и Франкентале: пастушки и пастушки, жанровые сценки, странствующие актёры и персонажи итальянского театра Комедия дель арте. В 1758—1765 годах его место занял скульптор Лоренц Руссингер, перешедший затем на мануфактуру в Фульде. Затем Иоганн Петер Мельхиор из Майнца. В 1768—1779 годах он создавал скульптурки в традициях стиля рококо, а позднее — в неоклассическом стиле из бисквита, в том числе детские фигурки и портретные медальоны.

## Изделия мануфактуры

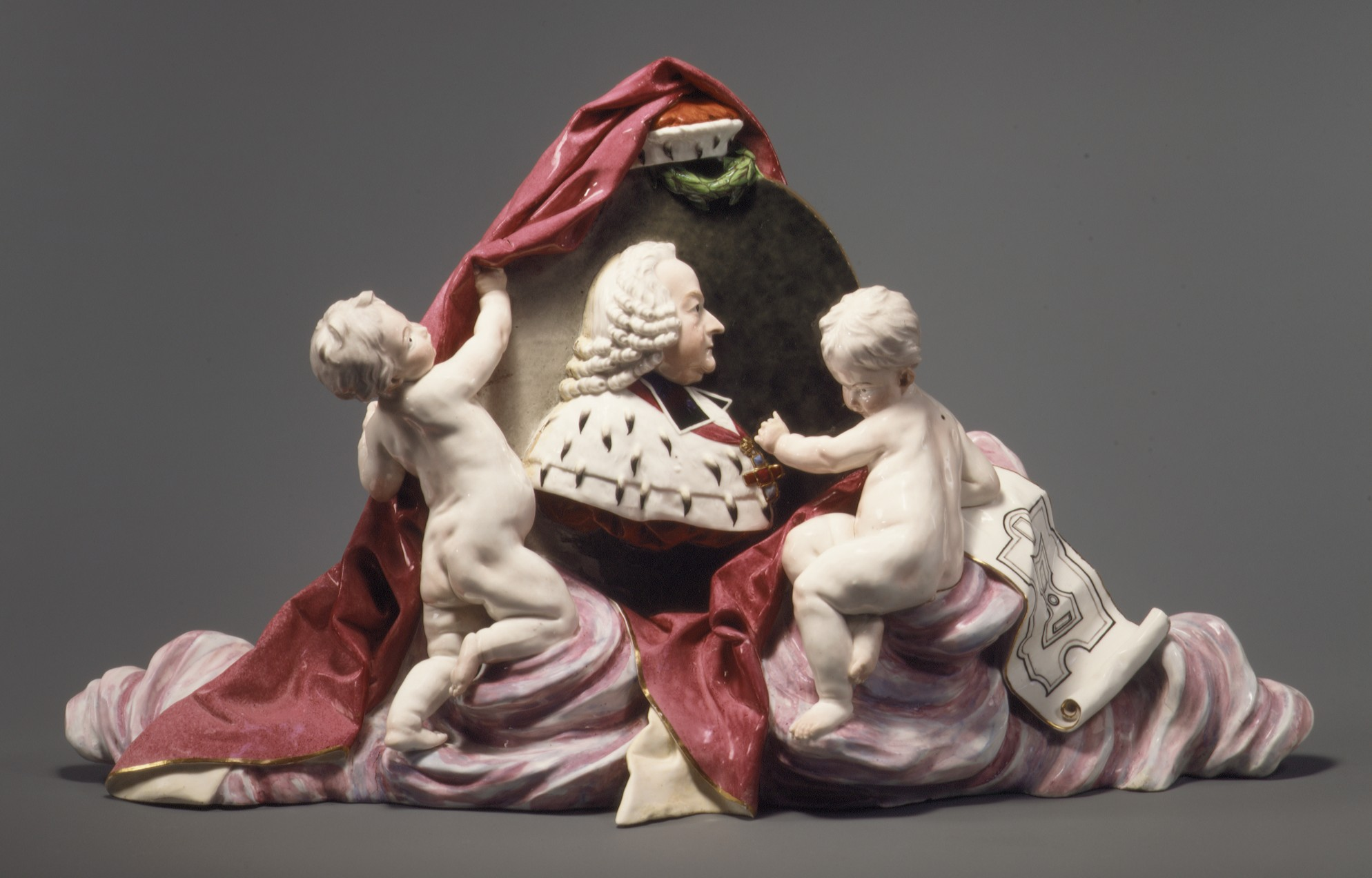
Эммерих-Йозеф, Принц-архиепископ Майнца
Кувшин с крышкой
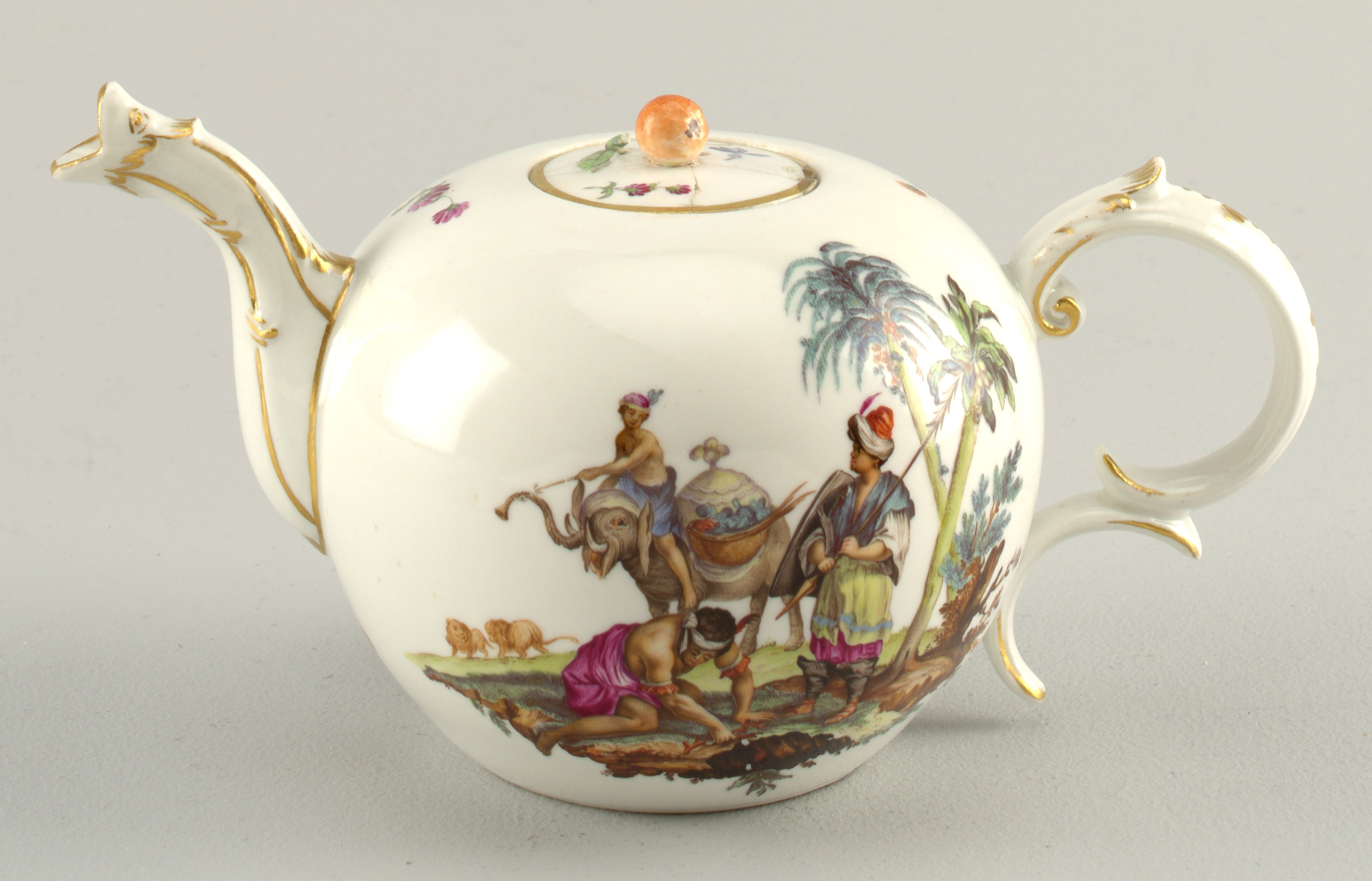
Чайник с росписью в «индианском стиле»
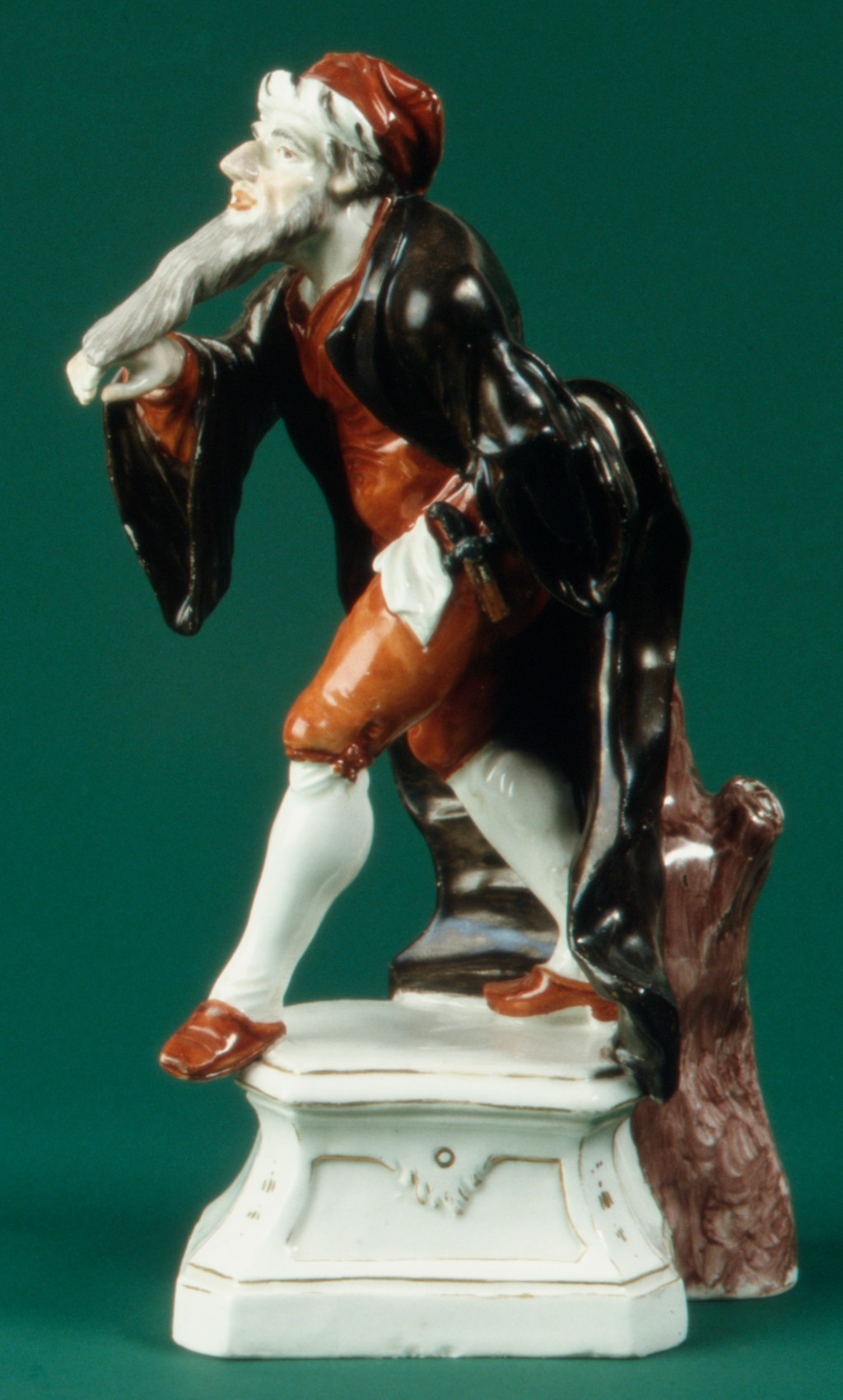
Панталоне. Из серии «Комедия дель арте»
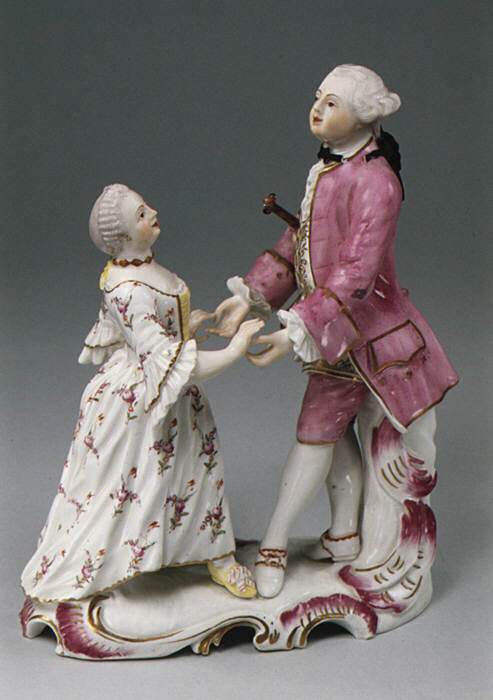
Урок танца
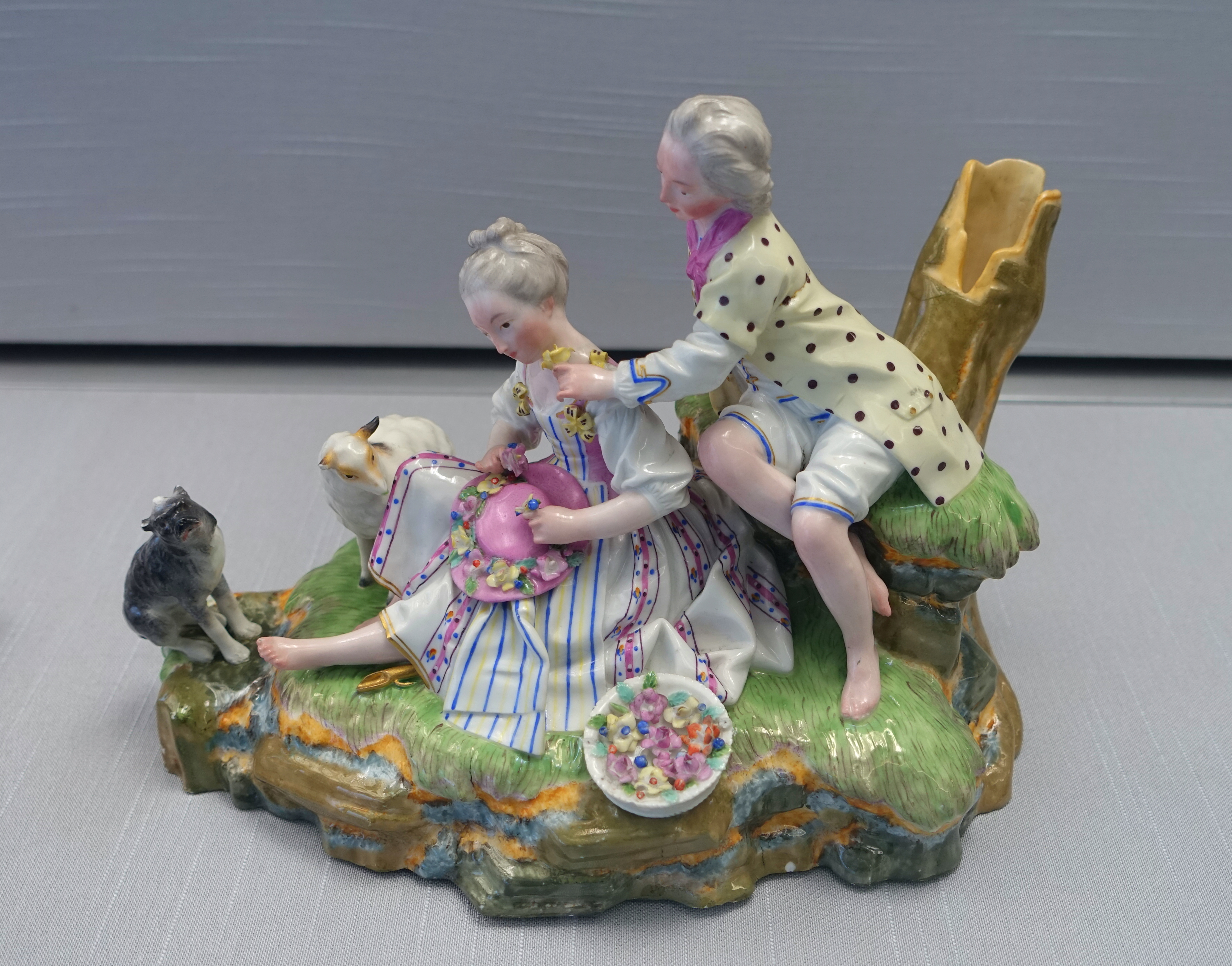
И. П. Мельхиор. Пасторальная сцена
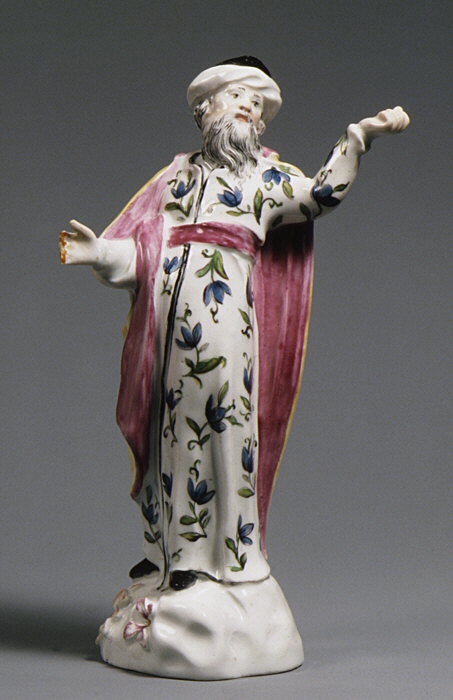
Tурок
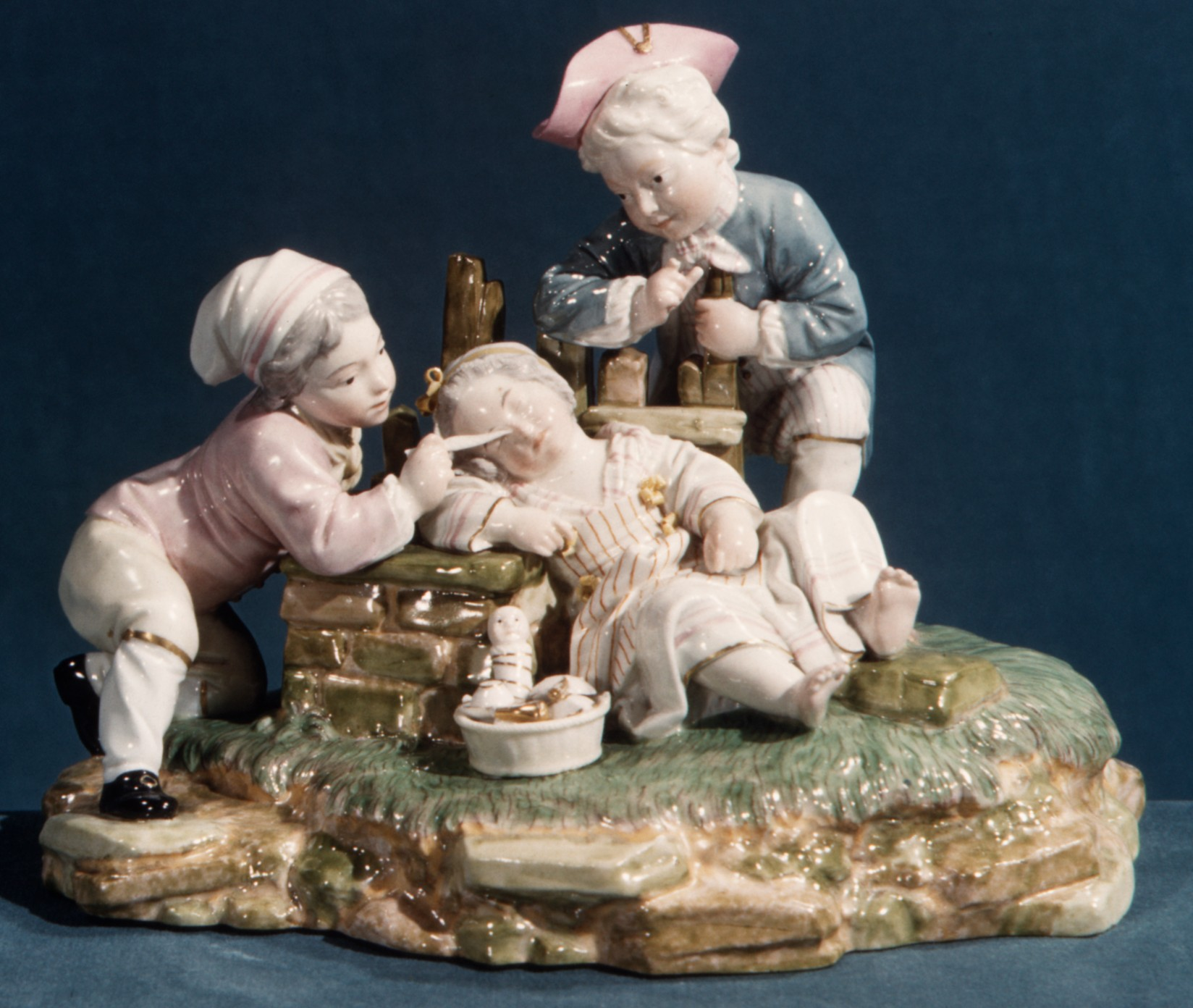
Нарушенный сон
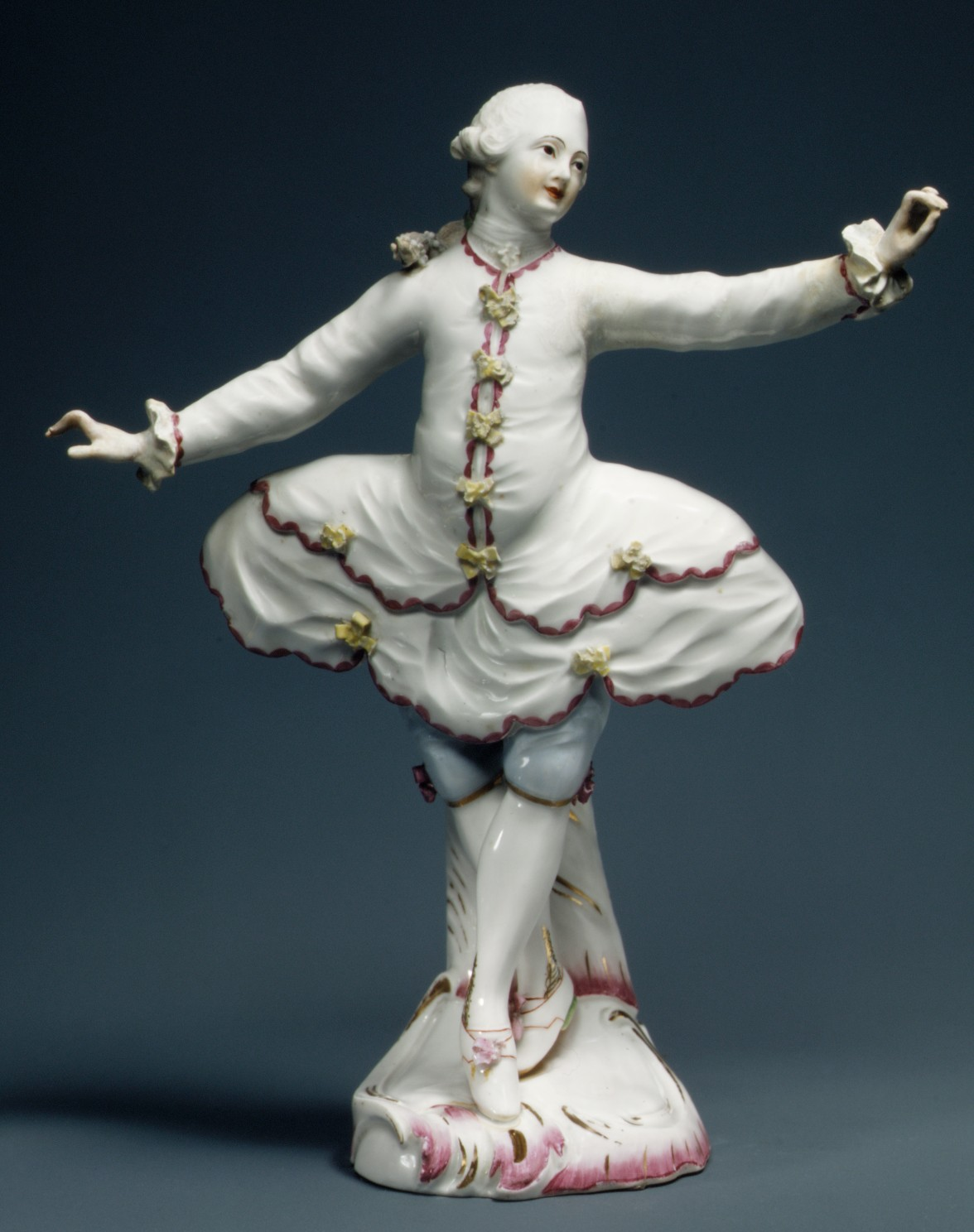
Танцор